# 1996 en cyclisme
| Années du cyclisme : 1993 - 1994 - 1995 - 1996 - 1997 - 1998 - 1999    |
| Décennies du cyclisme : 1960 - 1970 - 1980 - 1990 - 2000 - 2010 - 2020 |

Les faits marquants de l'année 1996 en cyclisme.

## Par mois

### Septembre
- 6 septembre : Chris Boardman bat le record de l'heure au vélodrome de Manchester en parcourant 56,375 km. Ce record devient la « meilleure performance de l'heure » lorsqu'en 2000 l'Union cycliste internationale modifie les règles régissant le record de l'heure[1],[2].

## Principales naissances
- 9 janvier : Sam Welsford, cycliste australien.
- 10 août : Callum Scotson, cycliste australien.
- 6 octobre : Regan Gough, cycliste néo-zélandais.

## Principaux décès
- 8 mai : Beryl Burton, cycliste britannique. (° 12 mai 1937).
- 18 juillet : José Manuel Fuente, cycliste espagnol. (° 30 septembre 1945).
- 12 octobre : Roger Lapébie, cycliste français. (° 16 janvier 1911).